# Can Segarra (Castellbisbal)
Can Segarra és una masia de Castellbisbal (Vallès Occidental) protegida com a Bé Cultural d'Interès Local.

## Descripció
Gran masia de planta rectangular amb coberta a dos vessants. Té planta baixa i primer pis. La façana principal està encarada a migdia. La façana original de l'edifici segurament va ser substituïda i es trobava a la part potserior.